# بطرس الطليطلي
بطرس الطليطلي مترجم بارز من القرن 12. ولد بمدينة طليطلة من عائلة نصارى مستعربين، وكان على معرفة بالعادات العربية والإسلامية. من المفترض أنه كان يتقن اللغة العربية ويمكن اعتباره عميد فرقة المترجمين الذين أنيطت بهم مهمة ترجمة القرآن.

## أعماله
شارك بشكل خاص في ترجمة القرآن إلى اللغة اللاتينية تحت إشراف بطرس المبجل. كما قام بترجمة كتاب رسالة الكندي.